# Papirus 113
Papirus 113 (według numeracji Gregory-Aland), oznaczany symbolem {\displaystyle {\mathfrak {P}}^{113}} – wczesny grecki rękopis Nowego Testamentu, spisany w formie kodeksu na papirusie. Paleograficznie datowany jest na III wiek. Zawiera fragmenty Listu do Rzymian.

## Opis
Zachowały się tylko dwa fragmenty jednej karty Listu do Rzymian (2,12-13.29). Oryginalna karta miała rozmiary 31 na 18 cm.
Nomina sacra pisane są skrótami.

## Tekst
Fragment jest zbyt krótki, by ustalić jaką tradycję tekstualną przekazuje. Nie zawiera żadnych szczególnych wariantów tekstowych.

## Historia
Rękopis prawdopodobnie powstał w Egipcie. Na liście rękopisów znalezionych w Oksyrynchos figuruje na pozycji 4497. Tekst rękopisu opublikował Walter E. H. Cockle w 1999 roku. INTF umieścił go na liście rękopisów Nowego Testamentu, w grupie papirusów, dając mu numer 113.
Rękopis datowany jest przez INTF na III wiek. Zachodzi paleograficzne podobieństwo do P. Giss. 40 (datowany na 215 rok). Comfort datuje go na I połowę III wieku.
Cytowany jest w krytycznych wydaniach Nowego Testamentu (NA27).
Obecnie przechowywany jest w Ashmolean Museum (P. Oxy. 4497) w Oksfordzie.